# Erra-Imitti

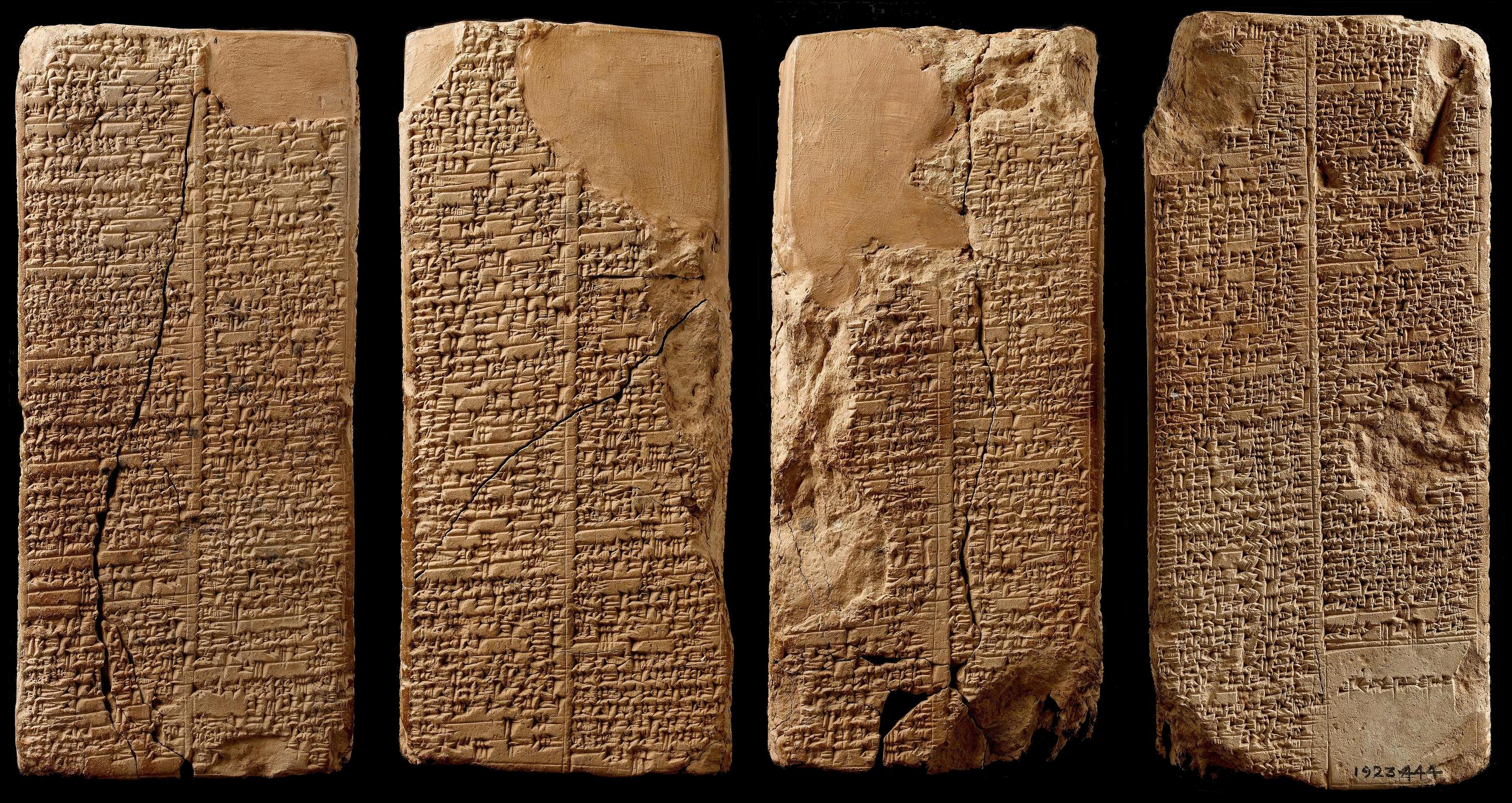
Lista real sumeria

Erra-Imittī, (ca. 1805-1799 a. C. (cronología corta) o ca. 1868-1861 a. C. (cronología media)) fue un rey de Isin, quien, según la Lista Real Sumeria, gobernó durante ocho años. Sucedió a Lipit-Enlil, con quien la relación es incierta, y fue contemporáneo y rival de Sumuel y Nur-Adad, de la dinastía paralela de Larsa. Es conocido por la legendaria historia de su desaparición.

## Biografía
Parece haber recuperado el control de Nippur a Larsa en su reinado, pero quizá lo perdió de nuevo, ya que su recuperación es celebrada por su sucesor. Los nombre de año posteriores ofrecen algún atisbo de los eventos, por ejemplo, <<el año siguiente al año Erra-Imittī se apoderó de Kisurra>>; <<el año de Erra-Imittī destruyó la muralla de la ciudad de Kazallu>>, una ciudad aliada de Larsa y antagonista de Isin. Un sello cilíndrico de su servidor y escriba Iliška-uṭul, hijo de Sîn-ennam, ha salido a la luz en la ciudad de Kissura. El último nombre de año atestiguado da el año en que construyó la muralla de la ciudad de gan-x-Erra-Imittī, quizá un epónimo de una nueva ciudad.
Fue sucedido por Ikūn-pî-Ištar, según dos copias de la Lista Real Sumeria, o por Enlil-bani, si otras fuentes son correctas.